# Дом ленинградской торговли

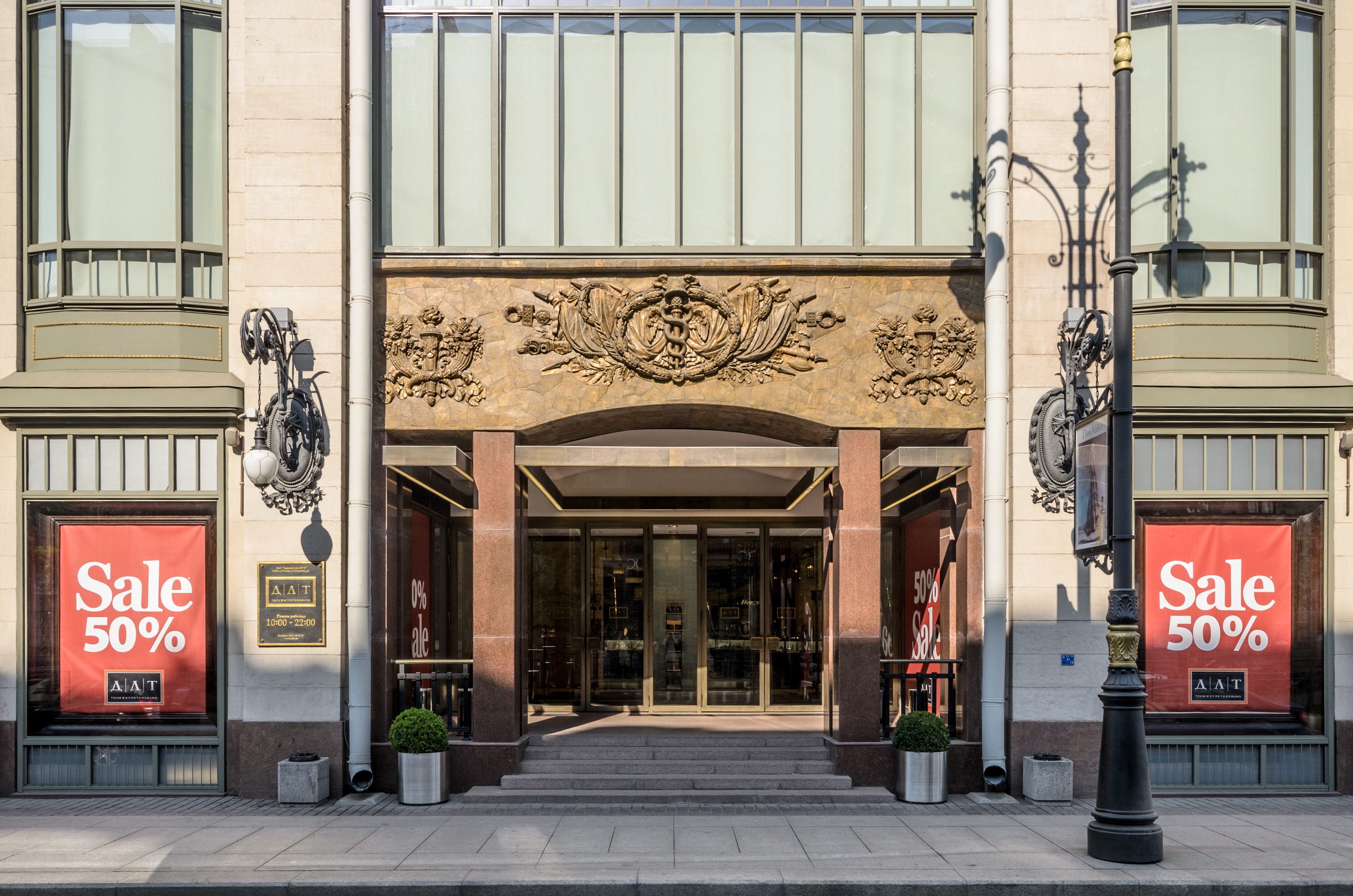
Центральный вход

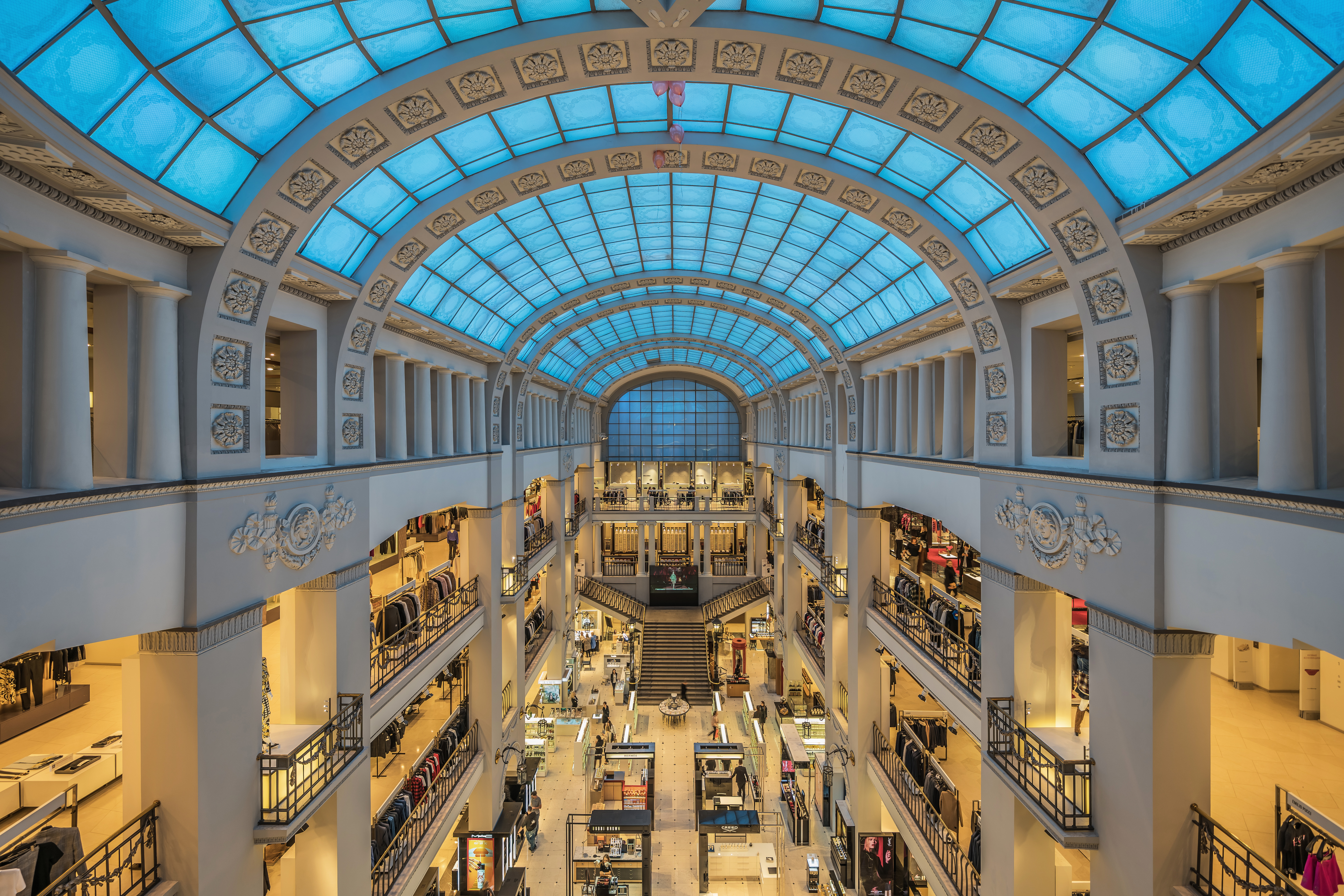
Современный интерьер

Дом ленинградской торговли (ДЛТ) — крупнейший универсальный магазин Санкт-Петербурга, более известный за пределами города по популярной аббревиатуре ДЛТ. Расположен на Большой Конюшенной улице дом 21-23.

## История
Участок, на котором было построено здание, в XVIII веке принадлежал А. П. Волынскому, крупному государственному деятелю петровской эпохи и противнику «бироновщины». На участке дома № 21 стоял каменный двухэтажный извозчичий дом, который в просторечии называли «Волынским». Рядом в 1836 году выстроили небольшую дешёвую гостиницу (дом № 23), так называемые Волковские номера. Известно, что здесь останавливались М. И. Глинка и М. Е. Салтыков-Щедрин. В 1907 году дворовый участок по Большой Конюшенной, Волынскому переулку, названному так в честь бывшего владельца земли, и набережной реки Мойки купило Гвардейское экономическое общество.
В 1907 году был объявлен международный архитектурный конкурс, по результатам которого четырём из 25 представленных проектов были вручены конкурсные премии: Н. В. Васильеву, Э. Ф. Вирриху, Л. А. Ильину, М. М. Перетятковичу. Впрочем, ни один проект не устроил организаторов полностью. В июле того же года главным архитектором был назначен Э. Ф. Виррих. Кроме того, в своём проекте он использовал идеи И. В. Падлевского. В работе принимали участие также С. С. Кричинский, а после его ухода к работе присоединился, Б. Я. Боткин. Работы вела германская фирма «Вайс и Фрейтаг».
Торжественная закладка первой очереди состоялась 18 июля  1908 года.
При возведении здания использовались самые современные на то время технологии.
Торговый дом был открыт уже 7 декабря 1909 года. В торжественной церемонии открытия Торгового дома Гвардейского экономического общества принимал участие военный министр В. А. Сухомлинов. В 4 часа дня сюда прибыл командующий войсками и Петербургским военным округом великий князь Николай Николаевич. Его встречал председатель правления Гвардейского экономического общества В. В. Болотов.
В 1912—1913 годах под руководством И. Л. Балбашевского была возведена вторая очередь универмага — Малый зал. Вторая очередь изначально не входила в задумку и была возведена через несколько лет. Качество строительства второй очереди намного хуже. Вторая очередь была пристроена единым фасадом к уже существующей постройке. Недостроенное здание заканчивали уже после революции. 
Открывшийся универмаг стали называть «Гвардейской экономкой», поскольку офицеры гвардейских полков пользовались здесь скидками. Его популярность заставила закрыться многие близлежащие торговые лавки, не выдерживавшие конкуренции.
В 1918 году произошла реорганизация, в ходе которой на имеющихся площадях разместились офисы и Первый государственный универсальный магазин. 3 ноября 1927 году его универмаг был преобразован в «Дом ленинградской кооперации ЛСПО (Ленинградского совета потребительских обществ)», хотя чаще его называли ДЛК. Тогда же тут разместились предприятия, производившие хлеб, игрушки, безалкогольные напитки. В 1930-х годах в торговых помещениях здания разместился центральный магазин «Торгсина». Нынешнее название, «Дом ленинградской торговли», закрепилось с 1935 года.
30 декабря 2005 года право реконструкции здания ДЛТ по результатам аукциона досталось московскому ООО «Меркури», лидеру российского рынка ретейла по продаже товаров роскоши. С 2005 года Mercury занимались реконструкцией здания с целью открыть в нём универмаг премиум-класса TSUM St.Petersburg по примеру московского ЦУМа, который также принадлежит этой компании. По состоянию на середину 2011 года работы практически полностью завершены, кроме того площадь помещений ДЛТ увеличилась в два раза с 9000 до 18 000 м2 за счёт того, что были освобождены два этажа, где раньше располагались склады.
После перестройки ДЛТ вновь открылся 6 сентября 2012 года. Инвестиции в реконструкцию ДЛТ составили более 2 млрд руб.

## Архитектурные особенности
Здание выполнено в архитектурном стиле модерн. Архитектор Эрнст Виррих со своим помощником Степаном Кричинским остановились на новейшей в то время железобетонной конструкции, это  здание на тот момент времени являлось крупнейшим в С-Петербурге, построенном по этой технологии. Здание выполнено по кирпично-монолитной технологии, несущие конструкции — монолитные, ограждающие — кирпич. Фундамент здания состоит из сплошной железобетонной плиты с монолитными колоннами и балками межэтажных перекрытий, выполнен в виде обратных сводов толщиной в замке 10—20 см и перекрёстных лент под колонны здания толщиной 80—100 сантиметров, залегающих на глубине 3,4 метра, то есть ниже точки промерзания грунта. Основные конструкции удалось возвести за рекордные для такого размера зданий пять месяцев.
Внутреннее пространство не стали разделять перекрытиями на отдельные этажи; наоборот, торговый зал был выполнен в виде атриума. В качестве плафона использовано тройное прозрачное покрытие из стёкол с вплавленной в него металлической сеткой. В центральный зал свет проникал и через панорамные витрины, расположенных по периметру торговых галерей, опирающихся лишь на железобетонные колонны высотой в три этажа. В здании существовало паровое отопление, электрическая вентиляция и канализация, соединённая с городской канализационной сетью. Фасад здания облицован радомским песчанником, привезённым из Радомской губернии, два главных портала облицованы келецким мрамором c майоликовыми лепными украшениями. Фасад здания украшала фигура двуглавого орла в лавровом венке с лентами. Постройка обошлась в более чем 1,2 млн руб.
В советское время здание подверглось реконструкции, в шестиэтажном корпусе были установлены эскалаторы и лифты. Общая для архитектуры Петербурга начала XX века увлечённость русским классицизмом явственно проявилась и в этом здании: начиная с ордерных колонн и пилястр и заканчивая изящным шпилем ротонды, покрытым смальтовой облицовкой работы мастерской В. А. Фролова. На фасаде здания вместо изображения орла было установлена аббревиатура "ДЛТ". В ходе реставрационных работ 2005—2012 годов фасаду здания возвращено историческое изображение орла, скульптор А. А. Архипов.

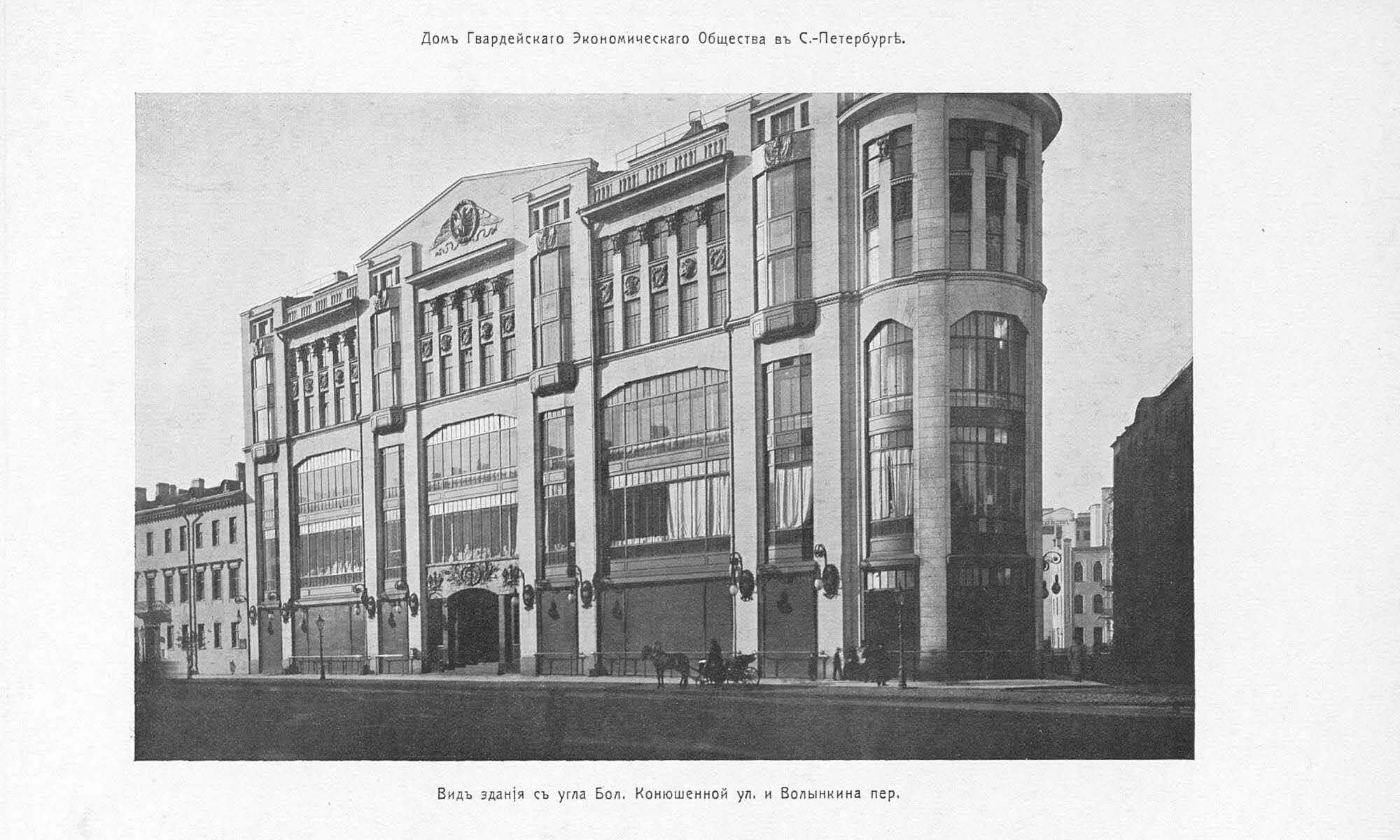
Дом Гвардейского экономического общества, 1910 г.
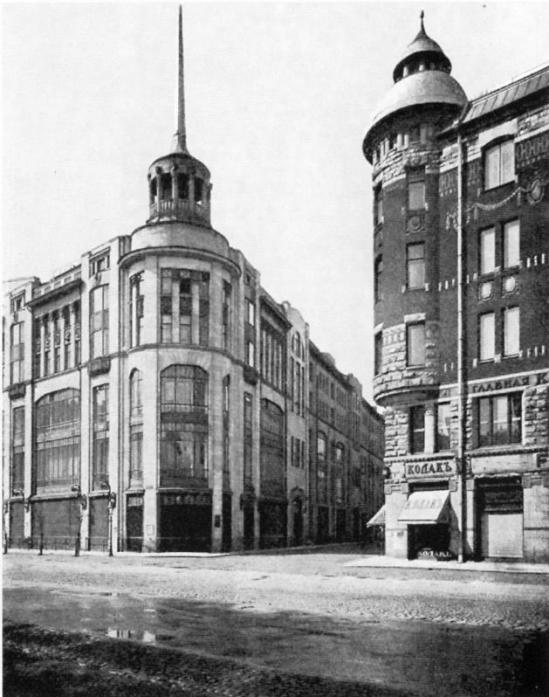
Здание в 1910-х годах